# Nice & Smooth
Nice & Smooth sono un duo musicale hip hop statunitense formato nel 1987 e composto da Greg Nice (Greg Mays) e Smooth B (Darryl Barnes), con l'aggiunta di DJ Teddy Tedd (Tedd Whiting). La prima collaborazione risale al 1988 nella canzone Skill Trade: questo pezzo li porta a entrare nel secondo album di Big Daddy Kane It's a Big Daddy Thing nel 1989. Il duo pubblica quattro album tra il 1989 e il 1997 che entrano tutti nella chart statunitense dedicata alle produzioni hip hop.

## Discografia

### Album in studio
- 1989 – Nice & Smooth
- 1991 – Ain't a Damn Thing Changed
- 1993 – Jewel of the Nile
- 1997 – IV: Blazing Hot